# José Pedro Gil
José Pedro de Castro Gil (nome completo) mais conhecido como José Pedro Gil (Lisboa, 17 de Março de 1971) é um cantor, músico, intérprete, produtor e empresário português.

## Carreira
José Pedro Gil começou a estudar música aos 11 anos, concluindo o curso de guitarra no Conservatório Nacional de Lisboa.
Trabalhou em vários projectos artísticos com personalidades como: Bernardo Sassetti, maestro Vasco Pearce de Azevedo, Pedro Jóia, Carminho, Ney Matogrosso, Mônica Salmaso, maestro Nelson Ayres, Teco Cardoso, Swami Jr., entre muitos outros.
Licenciado em Comunicação Social, co-fundou, em o atelier de design Três Agá que dedica grande parte do seu tempo à construção de marcas. A equipa desenvolve vários projetos na área da solidariedade, cultura e das artes em geral.
Em 1994 gravou "Azul Desejo" em 2015, "Outro Tempo" e, mais recentemente "Estrada Branca" (2021) com Mônica Salmaso, editado pela produtora brasileira Biscoito Fino. “Estrada Branca”  é um projeto que resgata e cruza a música de dois ícones incontornáveis da cultura Brasileira e Portuguesa. Vinicius de Moraes e José Afonso, nasceram com um intervalo de 16 anos e foi sob o renascimento do pós-guerra, que ensaiaram uma obra que coexistiria sob a árvore da língua portuguesa. 
Pela mesma editora, lançou o seu mais recente álbum "Trocando em Miúdos" (2023), uma re-visita ao trabalho de Chico Buarque em parceria com o maestro Nelson Ayres. O álbum conta com 12 músicas, cantadas em Português de Portugal, abordadas de forma despida e recolhida. O projeto reúne portugueses e brasileiros, entre Lisboa e São Paulo, com músicos de diferentes escolas e gerações como Teco Cardoso, Gonçalo Naia, Sidiel Vieira, Swami Jr e Bob Suetholz. 
Encenou e produziu a peça para crianças "Doce Gotinha: uma Grande Viagem" (2011). Uma leitura encenadaa com a participação de Catarina Furtado como narradora e de Emanuel de Andrade no piano, composição e arranjos, com apresentações frequentes em vários auditórios por todo o país.
As aventuras de Doce Gotinha são contadas no livro escrito por Inês de Barros Baptista e ilustrado por Alberto Faria. Esta é a história duma pequena gota de água e das suas aventuras, desde que se prepara para cair da nuvem mãe e ser chuva pela primeira vez, até ao seu regresso. 

## Discografia

### Álbuns

#### Ano | Editora | Álbum
- 1994 - Luminária Música - Azul Desejo
- 2015 - A Tempo -  Outro Tempo
- 2019 - Biscoito Fino -  Estrada Branca
- 2023 - Biscoito Fino - Trocando em Miúdos

### Singles e EPs

#### Ano | Editora | Álbum
- 2023 - Biscoito Fino - Mar e Lua

## Ligações Externas
- Instagram José Pedro Gil